# Gepard abisyński
Gepard abisyński, gepard sudański (Acinonyx jubatus soemmeringii) – podgatunek geparda grzywiastego występującego na Półwyspie Somalijskim. W przeszłości podgatunek ten występował też między innymi w Egipcie, ale jest tam regionalnie wymarły. Obecnie podgatunek występuje w Sudanie Południowym i w Etiopii, zaś status populacji w Sudanie i w Erytrei jest nieznany. Ogólna populacja podgatunku wynosi około 950 osobników.

## Charakterystyka
Gepard abisyński jest wielkości pozostałych podgatunków geparda, osiąga długość ciała około 130 centymetrów (bez ogona), wysokość w kłębie około 70 centymetrów, zaś ogon ma mniej więcej 70 cm długości. Charakteryzuje się najciemniejszym spośród wszystkich podgatunków geparda futrem oraz największą w porównaniu do ciała głową. Podgatunek geparda abisyńskiego jest blisko spokrewniony z gepardem saharyjskim i gepardem z afryki południowej.

## Gepard abisyński w niewoli
Gepardy abisyńskie są w niektórych ogrodach zoologicznych, jak Chester Zoo w Stanach Zjednoczonych czy niemieckie Zoo Landau. Gepardy słyną z trudności w rozmnażaniu w niewoli, ponieważ samce często są bezpłodne lub są za blisko spokrewnione z samicą. Na Półwyspie Arabskim bogaci szejkowie często kupują gepardy, ponieważ te jako jedyne nie atakują ludzi, przez co były wykorzystywane jako zwierzęta na polowania w starożytnym  Egipcie, skąd zwyczaj trafił do Persji, gdzie arystokraci oswajali okoliczne gepardy perskie.

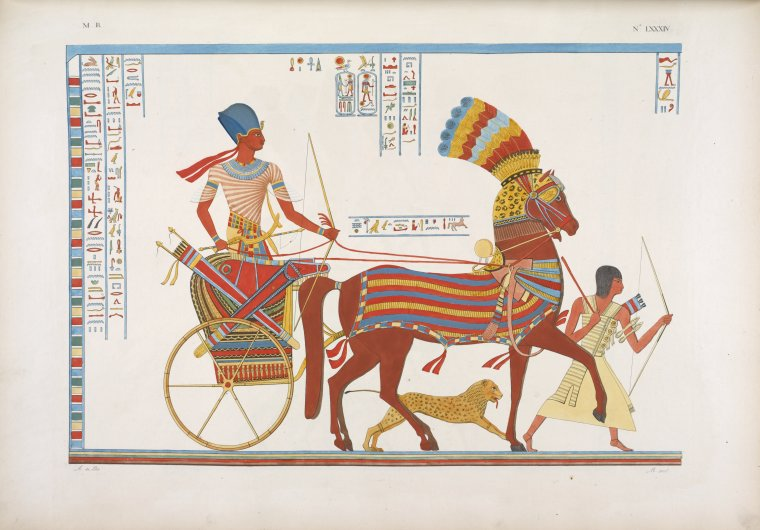
Oswojony gepard w starożytnym Egipcie wraz z niewolnikiem i rydwanem.